# Туя японская
Туя японская, или Туя Стендиша (лат. Thuja standishii) — вид вечнозелёных деревьев рода Туя (Thuja) семейства Кипарисовые (Cupressaceae).
Японские названия растения: яп. 鼠子 (нэдзуко), яп. 黒檜 (куробэ).

## Распространение и экология
Естественная область распространения находится в Японии на островах Хонсю и Сикоку, где Туя японская произрастает в основном в горах в субальпийском поясе, образуя леса с другими хвойными деревьями: пихтой равночешуйчатой (Abies homolepis), тисом остроконечным (Taxus cuspidata), тсугой разнолистной (Tsuga diversifolia) и сосной белой японской (Pinus parviflora).
В горах центральной Японии это дерево вырастает до 18 м высотой, имеет широкую конусовидную крону с «канделябровыми» ветвями, медно-красной корой и серебристыми снизу веточками, которые при растирании распространяют запах лимона и эвкалиптовой карамели. Шишки темно-коричневого цвета, 8—10 мм, обратнояйцевидной формы.
На родине, в благоприятных условиях, за 300 лет достигает высоты в 35 м. Испытывалась в Заполярье, где отличилась медленным ростом (в возрасте 6 лет достигала 0,4 м высоты).

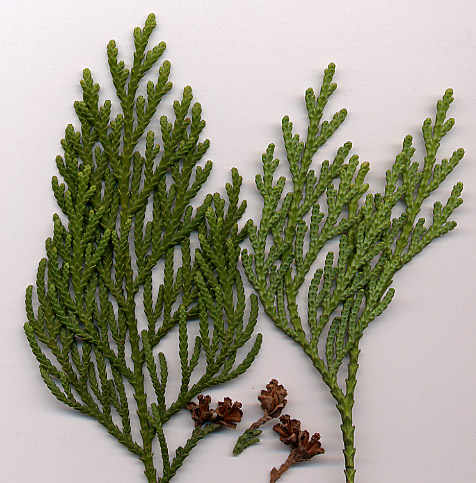
Ветка.

## Ботаническое описание
Дерево высотой 18—35 м с широко пирамидальной кроной.
Кора красновато-коричневая, тонкая.
Листья матово-зелёные, плоскостные.
Шишки овальные, длиной 8—10 мм, с 5—6 парами чешуек, из них 2—3 с тремя семенами.

## Значение и применение
Дерево является важным источником древесины в Японии. Культивируется на лесных плантациях. Древесина обладает приятным ароматом и высоко ценится за прочность и влагостойкость.
В Европе культивируется с 1860 года в садах и парках. В Ботаническом саду Петра Великого вымерзала и несколько раз восстанавливалась.

## Классификация

### Таксономия
Вид Туя японская входит в род Туя (Thuja) семейства Кипарисовые (Cupressaceae) порядка Сосновые (Pinales).
|  |                    |  |                                          |                                          |                       |  | ещё 6 семейств | ещё 6 семейств |                  |  |  |  | ещё 4 вида |
|  |                    |  |                                          |                                          |                       |  | ещё 6 семейств | ещё 6 семейств |                  |  |  |  | ещё 4 вида |
|  |                    |  |                                          | порядок Сосновые                         |                       |  |                |                | род Туя          |  |  |  |            |
|  |                    |  |                                          | порядок Сосновые                         |                       |  |                |                | род Туя          |  |  |  |            |
|  | отдел Голосеменные |  |                                          |                                          | семейство Кипарисовые |  |                |                | вид Туя японская |  |  |  |            |
|  | отдел Голосеменные |  |                                          |                                          | семейство Кипарисовые |  |                |                |                  |  |  |  |            |
|  |                    |  | ещё 13—14 порядков голосеменных растений | ещё 13—14 порядков голосеменных растений |                       |  |                | ещё 29 родов   | ещё 29 родов     |  |  |  |            |
|  |                    |  |                                          | ещё 13—14 порядков голосеменных растений |                       |  |                |                | ещё 29 родов     |  |  |  |            |